# Tatsiana Narelik
Tatsiana Narelik (en bielorruso: Тацяна Нарелiк; Gómel, URSS, 10 de enero de 1983) es una deportista bielorrusa que compitió en remo.
Ganó una medalla de bronce en el Campeonato Mundial de Remo de 2005, en la prueba de cuatro sin timonel. Participó en los Juegos Olímpicos de Atenas 2004, ocupando el séptimo lugar en la prueba de cuatro scull.

## Palmarés internacional
| Campeonato Mundial | Campeonato Mundial | Campeonato Mundial | Campeonato Mundial |
| Año                | Lugar              | Medalla            | Prueba             |
| ------------------ | ------------------ | ------------------ | ------------------ |
| 2005               | Kaizu (Japón)      | Medalla de bronce  | Cuatro sin timonel |